# Sexismo
Sexismo, ou discriminação de gênero, é uma forma de preconceito ou  discriminação baseada no gênero ou sexo de uma pessoa, manifestando-se por atitudes, comportamentos e crenças que mantêm desigualdades entre os gêneros. Frequentemente direcionado contra mulheres e meninas , o sexismo é sustentado por estereótipos de gênero que pressupõem papéis de gênero , reforçando a ideia de que um gênero é superior ao outro. Além disso, inclui discriminação contra pessoas intersexo ou que se identificam fora do binário masculino/feminino. Essa discriminação pode ocorrer em nível individual, social e institucional, refletindo-se em práticas culturais, políticas, econômicas e educacionais que desvalorizam ou limitam as oportunidades de determinado gênero, em especial o feminino. Em seu aspecto mais radical, o sexismo pode promover a violência de gênero, incluindo assédio sexual, estupro e outras formas de violência sexual,  discurso de ódio e até o crime de ódio.

## Origem
A origem do sexismo está profundamente entrelaçada com o patriarcado, uma estrutura histórica e social que privilegia a autoridade masculina e subordina as mulheres. Essa dinâmica de poder não se limita a ações individuais; ela é reforçada por sistemas ideológicos e práticas materiais que se repetem ao longo das gerações. Na prática, o patriarcado legitima e naturaliza a ideia de que homens e mulheres possuem papéis distintos e hierarquizados, resultando na marginalização do feminino em vários âmbitos, como o familiar, o educacional, o econômico e o político.
O sexismo também se apoia em normas culturais e valores que promovem estereótipos de gênero, como a ideia de que mulheres são naturalmente mais frágeis ou emocionalmente dependentes, enquanto homens seriam mais racionais e aptos ao poder. Esses estereótipos criam expectativas e limites para os comportamentos de cada gênero, afetando desde escolhas pessoais até oportunidades profissionais e jurídicas.
Além disso, instituições sociais — como o sistema de educação, a mídia, as religiões e as leis — frequentemente desempenham um papel na perpetuação do sexismo ao reproduzir e validar esses papéis de gênero. Ao fazer isso, elas solidificam desigualdades estruturais que, mesmo em sociedades que adotam a igualdade de gênero como valor, ainda impactam negativamente mulheres e meninas, limitando sua autonomia, expressão e desenvolvimento pessoal.

## Etimologia e definições
O termo sexismo foi possivelmente cunhado por Pauline M. Leet em 18 de novembro de 1965, durante um Student-Faculty Forum no Franklin and Marshall College, de acordo com Fred R. Shapiro. Na ocasião, Leet introduziu a palavra em sua contribuição intitulada Women and the Undergraduate, fazendo uma analogia entre sexismo e racismo.  Ela explicou:
"Quando você argumenta... que, por haver menos mulheres que escrevem boa poesia, isso justifica sua exclusão total, você está adotando uma posição análoga à do racista — eu poderia chamá-lo, neste caso, de 'sexista'... Tanto o racista quanto o sexista ignoram os contextos históricos e tomam decisões sobre o valor de alguém com base em fatores irrelevantes"  
Também segundo  Fred R. Shapiro, a primeira vez que o termo sexismo apareceu na imprensa foi no discurso de Caroline Bird, On Being Born Female, publicado em 15 de novembro de 1968, em Vital Speeches of the Day. Bird afirmou: 
"Há um reconhecimento lá fora de que somos, de muitas maneiras, um país sexista. O sexismo consiste em julgar pessoas com base em seu sexo, mesmo quando o sexo não é relevante. Sexismo deve rimar com racismo"
Essas primeiras demonstram como o conceito de sexismo foi inicialmente articulado em termos de exclusão social e discriminação sistemática, estabelecendo paralelos com o racismo para destacar sua irracionalidade e impacto negativo.

## História

### Antiguidade

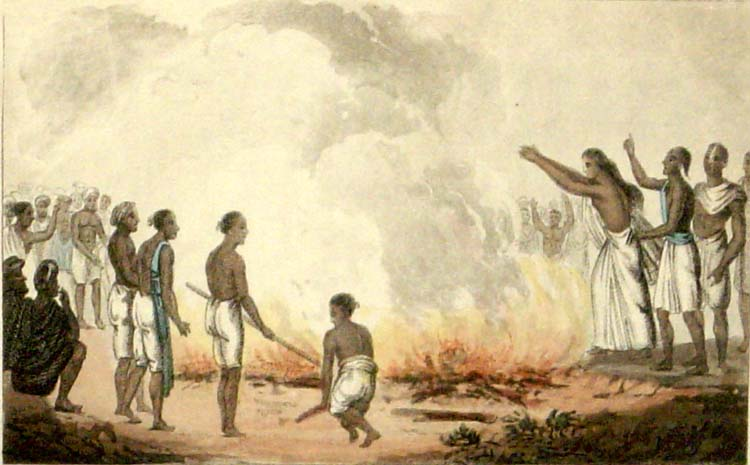
Sati, Ou a auto-imolação pelas viúvas, prevaleceu na sociedade Hindu até o início do século XIX.

O status das mulheres no Egito antigo dependia de seus pais ou maridos, mas elas tinham direito à propriedade e eram autorizadas a comparecer à corte, inclusive como demandantes. As mulheres da era anglo-saxônica também comumente tinham um status igual aos dos homens, desempenhando papéis importantes na sociedade.
A ideia de que muitas sociedades pré-agrícolas conferiam às mulheres um status mais elevado carece de evidências sólidas. Após a adoção da agricultura e com o surgimento de sociedades sedentárias, as desigualdades de gênero se tornaram mais pronunciadas. Culturas sedentárias frequentemente impunham conceito de que um gênero era inferior ao outro; mais frequentemente isso foi imposto às mulheres e meninas, consolidando hierarquias de gênero que se perpetuariam por séculos.
Exemplos de sexismo no mundo antigo incluem leis escritas que impedem as mulheres de participar do processo político. As mulheres na Roma antiga não podiam votar ou manter o magistrado romano. Outro exemplo extremo de sexismo histórico é o sati na sociedade hindu, prática em que as viúvas eram incentivadas ou forçadas a se queimarem vivas na pira funerária de seus maridos, uma tradição que prevaleceu até o início do século XIX. Esse costume não só privava as mulheres de uma segunda chance de vida, mas também simbolizava sua desvalorização fora do contexto matrimonial. No século XXI, foi proibido pela lei indiana. Esses exemplos ilustram como o sexismo esteve presente em diferentes sistemas e culturais, restringindo as liberdades e oportunidades das mulheres ao longo da história.

### Caça às bruxas

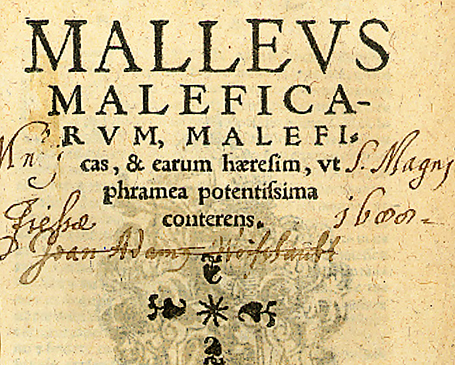
Página de título da sétima edição Colónia) do Malleus Maleficarum, 1520. O título latino é "MALLEUS MALEFICARUM, Maleficas, & earum hæresim, ut phramea potentissima conterens". (Geralmente traduzido como "O Martelo das Bruxas, que destrói as bruxas e sua heresia como uma espada poderosíssima.")

A caça às bruxas, ocorrida principalmente entre os séculos XV e XVIII, é amplamente reconhecida como um fenômeno que reflete as profundas raízes do sexismo e da misoginia no patriarcado. Durante este período, milhares de pessoas, predominantemente mulheres, foram acusadas de bruxaria e submetidas a julgamentos, tortura e, em muitos casos, execução. A crença de que as mulheres eram particularmente suscetíveis à influência demoníaca foi amplamente disseminada por obras como o Malleus Maleficarum (1487), escrito pelos inquisidores Heinrich Kramer e Jacob Sprenger. Este manual de caça às bruxas caracterizava as mulheres como naturalmente mais fracas, carnais e propensas a se desviar do caminho cristão, justificando a perseguição como um meio de proteger a sociedade e a religião.

#### O papel do sexismo e da misoginia
A misoginia desempenhou um papel central nas perseguições. Mulheres, especialmente aquelas que desafiavam as normas sociais — como viúvas, curandeiras, parteiras ou mulheres sem a proteção de um homem — eram alvos frequentes. Essas mulheres eram frequentemente vistas como ameaças à ordem patriarcal e ao controle masculino sobre as esferas pública e privada. A caça às bruxas, portanto, não foi apenas um ataque à religião "desviante", mas também um meio de reforçar e consolidar a autoridade masculina e as hierarquias de gênero.
Além disso, o medo da bruxaria foi frequentemente usado para justificar a violência contra as mulheres em um contexto mais amplo. As acusações de bruxaria funcionavam como uma ferramenta para suprimir vozes femininas dissidentes e controlar comportamentos que escapavam aos papéis de gênero tradicionais. Em algumas comunidades, o simples ato de uma mulher expressar opiniões consideradas "inapropriadas" podia ser suficiente para torná-la alvo de acusações.

#### Implicações sociais e religiosas
As perseguições foram frequentemente apoiadas por instituições religiosas e civis, que viam a bruxaria não apenas como uma heresia, mas como uma ameaça à estabilidade social. As mulheres acusadas eram acusadas de praticar magia que interferia em aspectos cruciais da vida cotidiana, como colheitas, fertilidade e saúde, amplificando o pânico em tempos de crise econômica ou social. Em muitas regiões, a perseguição às bruxas também foi usada como uma forma de desviar a atenção de problemas políticos ou econômicos, canalizando o descontentamento para um inimigo interno.
A conexão entre sexismo e caça às bruxas destaca como o controle das mulheres foi historicamente entrelaçado com o poder religioso e político. A narrativa de que as mulheres eram naturalmente mais suscetíveis ao pecado e à corrupção demoníaca serviu para justificar não apenas a perseguição, mas também uma série de práticas repressivas que limitaram a liberdade feminina por séculos.

### Cobertura e outros regulamentos de casamento
Até o século XX, a lei norte-americana e inglesa observava o sistema de Cobertura, onde "pelo casamento, o marido e a esposa são uma só pessoa na lei, ou seja, o próprio ser ou a existência legal da mulher é suspensa durante o casamento". Nos Estados Unidos, as mulheres não foram legalmente reconhecidas como "pessoas" até 1875, quando o caso Minor v. Happersett, (88 U.S. 162) rejeitou que a cidadania conferisse automaticamente o direito de voto às mulheres.
Em 1957, James Everett, então Ministro da Justiça na Irlanda, afirmou que: "O progresso da sociedade organizada é julgado pelo status ocupado pelas mulheres casadas". Em várias nações ocidentais, as mulheres casadas enfrentaram restrições legais que limitavam sua autonomia. Na França, por exemplo, só em 1965 as mulheres casadas puderam trabalhar sem a permissão do marido .  De forma semelhante, na Alemanha Ocidental, a permissão para trabalhar foi garantida às mulheres casadas somente em 1977  . Na Espanha, durante a era Franco, a figura do permiso marital restringia o direito de trabalhar, possuir propriedades e até mesmo viajar sem a autorização do marido, sendo abolida apenas em 1975 . Na Austrália, até 1983, mulheres casadas precisavam da autorização dos maridos para solicitar um passaporte. 
No século XXI, mulheres em algumas regiões do mundo ainda perdem direitos legais no casamento.  No Iêmen, por exemplo, as leis estipulam que a esposa deve obedecer a seu marido e não deve sair de casa sem sua permissão. No Iraque, é legalmente permitido aos maridos "punir" suas esposas. Na República Democrática do Congo, o Código da Família define o marido como chefe da família, a esposa deve obediência a seu marido e exige que a esposa tenha sua permissão para abrir processos judiciais.
Práticas como dote, preço da noiva e contradote também contribuem para a perpetuação da desigualdade.  Essas transações muitas vezes servem como legitimação (controle coercitivo) da esposa por seu marido. Por exemplo, o Código do Estatuto Pessoal da Tunísia permite o estupro marital implícito, ao afirmar que, se o contradote for pago, o casamento deve ser consumado. Implicando que, se o dote for pago, é permitido o estupro marital (a este respeito, os críticos têm questionado os supostos ganhos das mulheres na Tunísia e sua imagem como um país progressista na região, argumentando que a discriminação contra as mulheres continua a ser muito forte nesse país) .
A Organização Mundial Contra a Tortura (OMCT)  reconheceu a "independência e capacidade de deixar um marido abusivo" como crucial para parar os maus-tratos às mulheres. No entanto, em algumas partes do mundo, uma vez casadas, as mulheres têm pouca chance de deixar um marido violento: a obtenção de um divórcio é muito difícil em muitas jurisdições por causa da necessidade de provar o problema ou abuso em corte. Enquanto tentando uma separação de facto (afastar-se da casa conjugal) também não é possível devido a leis que impedem isso. Por exemplo, no Afeganistão, uma esposa que deixa sua casa conjugal corre o risco de ser presa por "fuga". Além disso, muitas antigas colónias britânicas, incluindo a Índia, mantêm o conceito de restituição dos direitos conjugais do qual uma mulher pode ser obrigada pelo tribunal a voltar ao seu marido; caso ela não vá, pode ser presa por desacato. Outros problemas têm a ver com o pagamento do preço da noiva: se a esposa quiser partir, seu marido pode exigir de volta o preço da noiva que ele pagou à família da mulher; e a família da mulher muitas vezes não pode ou não quer pagar de volta.

As leis, os regulamentos e as tradições relacionados com o casamento continuam a discriminar as mulheres em muitas partes do mundo e a contribuir para os maus tratos infligidos às mulheres, em especial nas áreas relacionadas com a violência sexual e à autodeterminação de sua sexualidade, sendo a violação deste último agora reconhecida como uma violação dos direitos das mulheres. Em 2012, Navi Pillay, Alta Comissária para os Direitos Humanos, afirmou que:
"As mulheres são frequentemente tratadas como propriedade, são vendidas em casamento, em tráfico, em escravidão sexual. A violência contra as mulheres assume frequentemente a forma de violência sexual. As vítimas de tal violência são muitas vezes acusadas de promiscuidade e responsabilizadas pelo seu destino, enquanto as mulheres inférteis são rejeitadas por maridos, famílias e comunidades. Em muitos países, as mulheres casadas não podem recusar ter relações sexuais com os seus maridos, e muitas vezes não têm qualquer direito a decidir se usam contracepção (...) Assegurar que as mulheres tenham plena autonomia sobre os seus corpos é o primeiro passo crucial para alcançar a igualdade substantiva entre mulheres e homens. Questões pessoais - como quando, como e com quem eles escolhem ter relações sexuais, e quando, como e com quem escolhem ter filhos - estão no centro de uma vida digna."

## O papel da sociedade
O sexismo é uma construção social que se manifesta em diversos aspectos da vida cotidiana, sustentado por diferentes setores da sociedade que, de forma direta ou indireta, contribuem para sua perpetuação. Esta seção analisará como alguns setores da sociedade que cumprem seu papel na construção e reprodução do sexismo.
Sistema de Educação: As escolas e universidades frequentemente reforçam estereótipos de gênero desde a infância, por meio de currículos que retratam papéis tradicionais de gênero ou pela divisão de atividades entre "masculinas" e "femininas". Por exemplo, meninos são geralmente incentivados a seguir carreiras em ciência, tecnologia, engenharia e matemática (STEM), enquanto meninas são encorajadas a estudar áreas relacionadas a cuidados e serviços, como pedagogia ou enfermagem. Além disso, estudantes intersexo e aqueles que se identificam fora do binário de gênero podem enfrentar exclusão ou pressão para se conformar a expectativas rígidas, o que pode afetar seu desenvolvimento acadêmico e psicológico.
Mídia: A mídia, incluindo televisão, filmes e publicidade, frequentemente promove representações estereotipadas de gênero. Mulheres são muitas vezes retratadas em papéis domésticos ou como objetos de desejo, enquanto os homens aparecem como fortes e independentes. Esses estereótipos influenciam o público ao normalizarem expectativas restritivas sobre o que significa ser "feminina" ou "masculina". Além disso, a falta de representação positiva de pessoas intersexo e de indivíduos não-binários ou de gênero fluido perpetua a invisibilidade e a marginalização, reforçando a ideia de que apenas duas categorias de gênero são válidas.
Religiões: Em algumas doutrinas religiosas, existem normas que atribuem papéis distintos e hierarquizados para homens, mulheres e pessoas de diversas identidades de gênero. Essas normas podem ser interpretadas como uma forma de perpetuação do patriarcado. Muitas tradições incentivam mulheres a seguir papéis submissos e de apoio, enquanto a liderança religiosa e familiar é frequentemente atribuída aos homens. Além disso, pessoas intersexo e não-binárias podem enfrentar discriminação ou exclusão nas práticas religiosas, sendo muitas vezes ensinadas desde a infância a se conformar a ideais de gênero restritos que não refletem sua realidade.
Sistema jurídico: Embora muitas leis modernas promovam a igualdade de gênero, historicamente, legislações em diversas sociedades restringiram os direitos das mulheres e de indivíduos não-binários ou intersexo. Essas restrições podem incluir limitações ao direito à propriedade, ao voto e ao trabalho remunerado. Mesmo no século XXI, o sistema judicial pode reproduzir padrões de gênero, como em casos de violência doméstica, onde a credibilidade da mulher ou de indivíduos não-binários pode ser questionada. Em algumas culturas, leis específicas ainda impõem restrições baseadas em ideias de gênero que não consideram a diversidade de identidades, perpetuando a discriminação e a marginalização de todos que não se encaixam nos papéis de gênero tradicionais. Esse sistema busca assegurar a subordinação com base em sexo ou gênero, perpetuando formas de opressão que restringem direitos e oportunidades. 

## Estereótipos de Gênero
O sexismo inclui discriminação contra pessoas intersexo e aquelas que se identificam fora do binário masculino/feminino. Essa discriminação se baseia em normas de gênero e sexualidade que são frequentemente rigidamente definidas, levando à marginalização e opressão de indivíduos que não se encaixam nas categorias tradicionais de masculino e feminino.
- Discriminação contra pessoas intersexo: Indivíduos intersexo nascem com características sexuais que não se ajustam às definições típicas de masculino ou feminino. Muitas vezes, eles enfrentam discriminação e pressão para se submeter a cirurgias ou tratamentos hormonais para se adequar a um dos dois sexos binários. Essa imposição não só ignora a diversidade natural do corpo humano, mas também perpetua a ideia de que existe uma "norma" de gênero que todos devem seguir. [10]
- Discriminação contra pessoas não binárias: Pessoas que se identificam fora do binário de gênero masculino/feminino, como indivíduos não-binários, gênero fluido ou agêneros, frequentemente enfrentam discriminação em várias esferas da vida. A sociedade muitas vezes não reconhece ou valida essas identidades, levando a exclusões em contextos sociais, legais e institucionais. Isso pode resultar em assédio, violência e exclusão, à medida que as normas de gênero tradicionais tentam impor uma conformidade que não contempla a diversidade de experiências e identidades.[9]
- Violação de direitos e estigmatização: Tanto as pessoas intersexo quanto as que não se identificam como masculinas ou femininas podem sofrer estigmatização e violação de direitos, como acesso limitado a cuidados de saúde adequados, proteção legal insuficiente e discriminação em ambientes de trabalho ou educacionais. Essa discriminação pode se manifestar em comentários depreciativos, assédio verbal ou físico e falta de reconhecimento legal de suas identidades.[7]
- Estereótipos de gênero: O sexismo, ao ser uma construção social, é frequentemente sustentado por estereótipos que se baseiam em visões rígidas do que significa ser "masculino" ou "feminino." Isso pode ser prejudicial para qualquer pessoa que não se encaixe nessas categorias, criando um ambiente de hostilidade e exclusão para aqueles que expressam sua identidade de maneiras que desafiam as normas convencionais.[2][3]

## Intersecção entre sexismo e racismo
As formas de discriminação podem ser múltiplas e interseccionais, ou seja, a discriminação poderá ocorrer com base em dois ou mais motivos que interagem de maneira complexa e/ou inseparável, produzindo impactos negativos compostos e formas distintas e específicas de discriminação. As mulheres negras frequentemente enfrentam essa interseção de discriminação, onde o sexismo e o racismo se combinam, resultando em um impacto negativo único e violento de opressão na soma de discriminação e marginalização racista e sexista.
- Estereótipos raciais e de gênero: Mulheres negras são frequentemente sujeitas a estereótipos que as representam como hiper-sexualizadas ou como "mães de família" que são responsáveis pela manutenção de suas comunidades. Esses estereótipos podem resultar em discriminação tanto em ambientes de trabalho quanto em contextos sociais.[59]
- Violência de gênero: O racismo institucional e estrutural muitas vezes torna as mulheres negras mais vulneráveis a formas extremas de violência, incluindo violência doméstica, assédio sexual e feminicídio. Essas questões são frequentemente subnotificadas e ignoradas nas políticas públicas.[59]
- Acesso a direitos e serviços: Mulheres negras podem enfrentar barreiras adicionais no acesso a serviços de saúde, educação e emprego. As interseções de racismo e sexismo podem levar à exclusão ou discriminação em sistemas que deveriam oferecer suporte e igualdade. Nesse sentido, o Comitê para a Eliminação da Discriminação Racial e o Comitê para a Eliminação da Discriminação contra a Mulher destacam a necessidade de considerar as experiências únicas de mulheres afrodescendentes e indígenas nas políticas e programas estatais, conforme abordado na Declaração de Durban e pela Comissão Interamericana de Mulheres.[59]
- Pobreza: A Plataforma de Ação de Pequim destaca que a pobreza das mulheres negras é intensificada por estruturas de sexismo, que limitam seu acesso a recursos econômicos e autonomia. A falta de oportunidades e a escassez de direitos e serviços, como crédito e propriedade, resultam em uma posição ainda mais vulnerável. A pobreza também as torna suscetíveis à exploração sexual, demonstrando a interação e reforço mútuo entre sexismo e pobreza.[60]
- Representação na mídia: A mídia muitas vezes falha em representar de maneira justa e precisa as experiências de mulheres negras, perpetuando imagens estereotipadas que reforçam o sexismo e o racismo.[59]

## Exemplos

### Serviço militar obrigatório

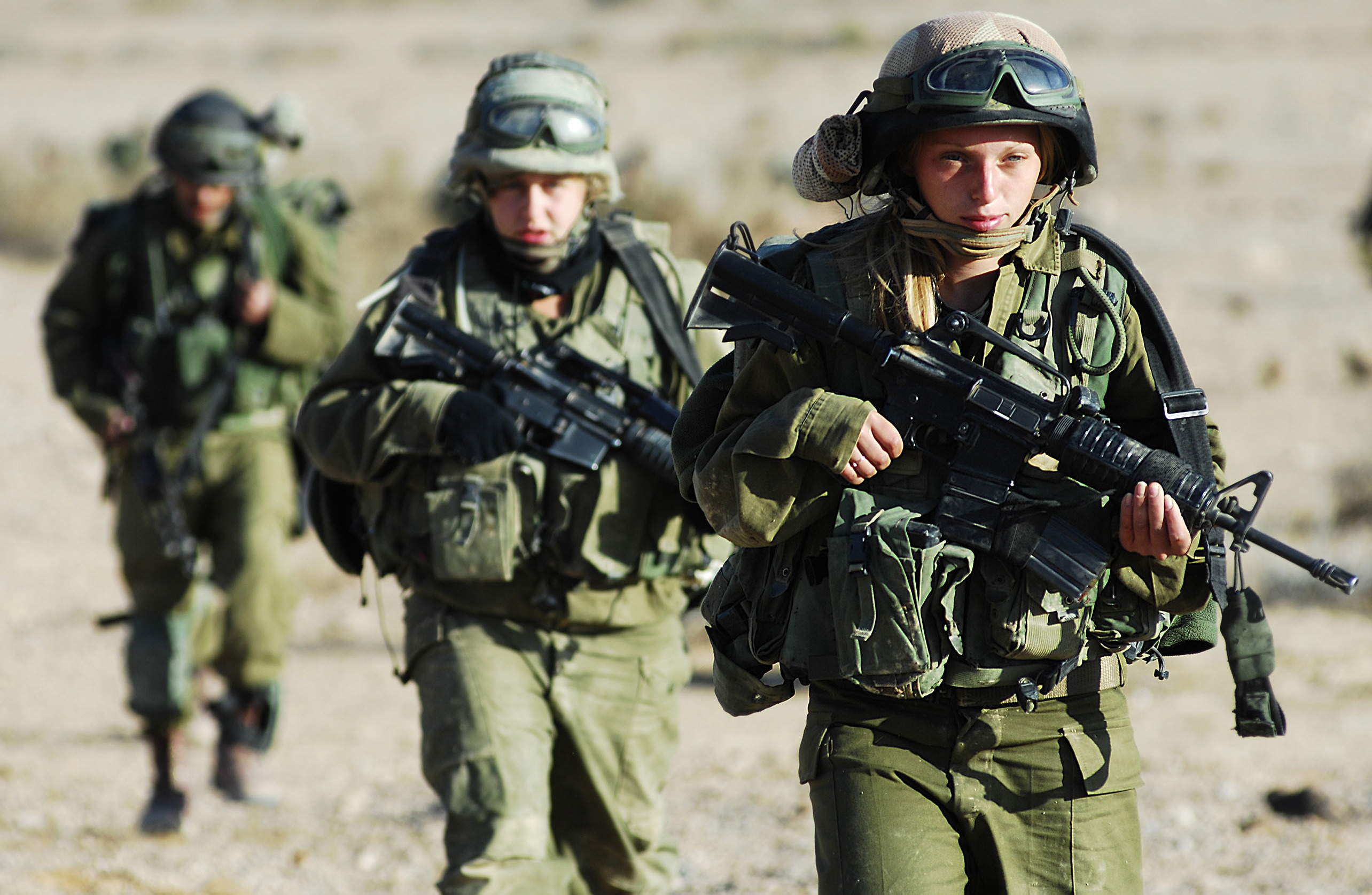
Soldadas israelenses

O serviço militar obrigatório, também conhecido como Conscrição, tem sido amplamente criticado por seu caráter sexista, já que em muitos países apenas os homens são obrigados a servir nas forças armadas.
Em seu livro The Second Sexism: Discrimination Against Men and Boys (2012), David Benatar afirma que a exclusividade masculina na conscrição reflete uma visão sexista, de acordo com a qual apenas homens são forçados a combater, o que é uma suposição sexista. Ayse Gül Altinay, antropóloga, reforça essa perspectiva ao afirmar que o recrutamento obrigatório é uma das poucas práticas de cidadania que ainda diferenciam homens e mulheres de forma tão radical
O serviço militar obrigatório, em suas diferentes formas, reflete as tensões globais entre igualdade de gênero e práticas tradicionais. A transição para sistemas mais inclusivos continua a ser um tema central em muitos países, com desafios legais e culturais moldando o futuro da conscrição. Segundo pesquisas de 2015, apenas nove países recrutam mulheres em suas forças armadas: China, Eritréia, Israel, Líbia, Malásia, Coreia do Norte, Noruega, Peru e Taiwan. Outros países - como a Finlândia, a Turquia, Singapura e o Brasil - o serviço militar continua obrigatório apenas para homens, com mulheres participando de forma voluntária. Em 2014, a Noruega tornou-se o primeiro país da OTAN a introduzir o serviço militar obrigatório para as mulheres como um ato de igualdade de gênero e em 2015, o governo holandês começou a preparar um projeto de lei neutro em termos de gênero.
A conscrição seletiva perpetua a ideia de que os homens tem o ônus da defesa nacional, reforçando estereótipos de gênero. Em contrapartida, países que implementaram alistamento obrigatório para mulheres destacam essa mudança como um passo em direção à igualdade de gênero, embora o debate sobre justiça e equidade no serviço militar ainda persista. Nos Estados Unidos, debates sobre a constitucionalidade do serviço militar obrigatório apenas para homens continuam, especialmente após a inclusão de mulheres em todas as funções militares. Em 2015, foi apresentado um desafio legal contra o sistema de conscrição seletiva argumentando que ele viola princípios de igualdade de gênero.